# Косапилья
Косапилья (исп. Río Cosapilla, также известна под названием Какена исп. Río Caquena) — река в Боливии (район Пасахес департамента Ла-Пас) и Чили (область Паринакота). Впадает в Учусуму, относящуюся к бассейну бессточной области озера Поопо.
Длина реки — 70 километров: 25 из них лежат на чилийской территории, 25 — на границе Чили и Боливии и 20 в Боливии. Площадь бассейна Косапильи равна 546 км², его средняя высота — 4333 метра над уровнем моря.

## Описание
Начинается на нагорье Альтиплано к западу от ледника Паячатос между двумя вулканами, затем течёт в северо-восточном направлении до чилийско-боливийской границы.
Основной приток — река Колпакагуа (левый).

## Климат
Протекает в зоне высокогорных степей с преобладанием злаковых трав (Panicum prionitis и др.). Среднегодовая температура бассейна составляет 2,4 °C. Наблюдается недостаток влаги: в этой местности выпадает 355,4 миллиметра осадков в год, а потенциальное испарение равно 741 мм/год. Максимум стока реки в верховьях приходится на апрель-май, в низовьях — на январь-апрель, что связано с вкладом Колпакагуа.